# Алмежел (Мехедінць)
Алмежел (рум. Almăjel) — село у повіті Мехедінць в Румунії. Входить до складу комуни Вледая.
Село розташоване на відстані 243 км на захід від Бухареста, 40 км на південний схід від Дробета-Турну-Северина, 62 км на захід від Крайови.

## Населення
За даними перепису населення 2002 року у селі проживали 829 осіб.
Національний склад населення села:
| Національність | Кількість осіб | Відсоток |
| -------------- | -------------- | -------- |
| румуни         | 615            | 74,2%    |
| цигани         | 214            | 25,8%    |

Рідною мовою назвали:
| Мова      | Кількість осіб | Відсоток |
| --------- | -------------- | -------- |
| румунська | 617            | 74,4%    |
| циганська | 212            | 25,6%    |